# Thomas Simon Cool

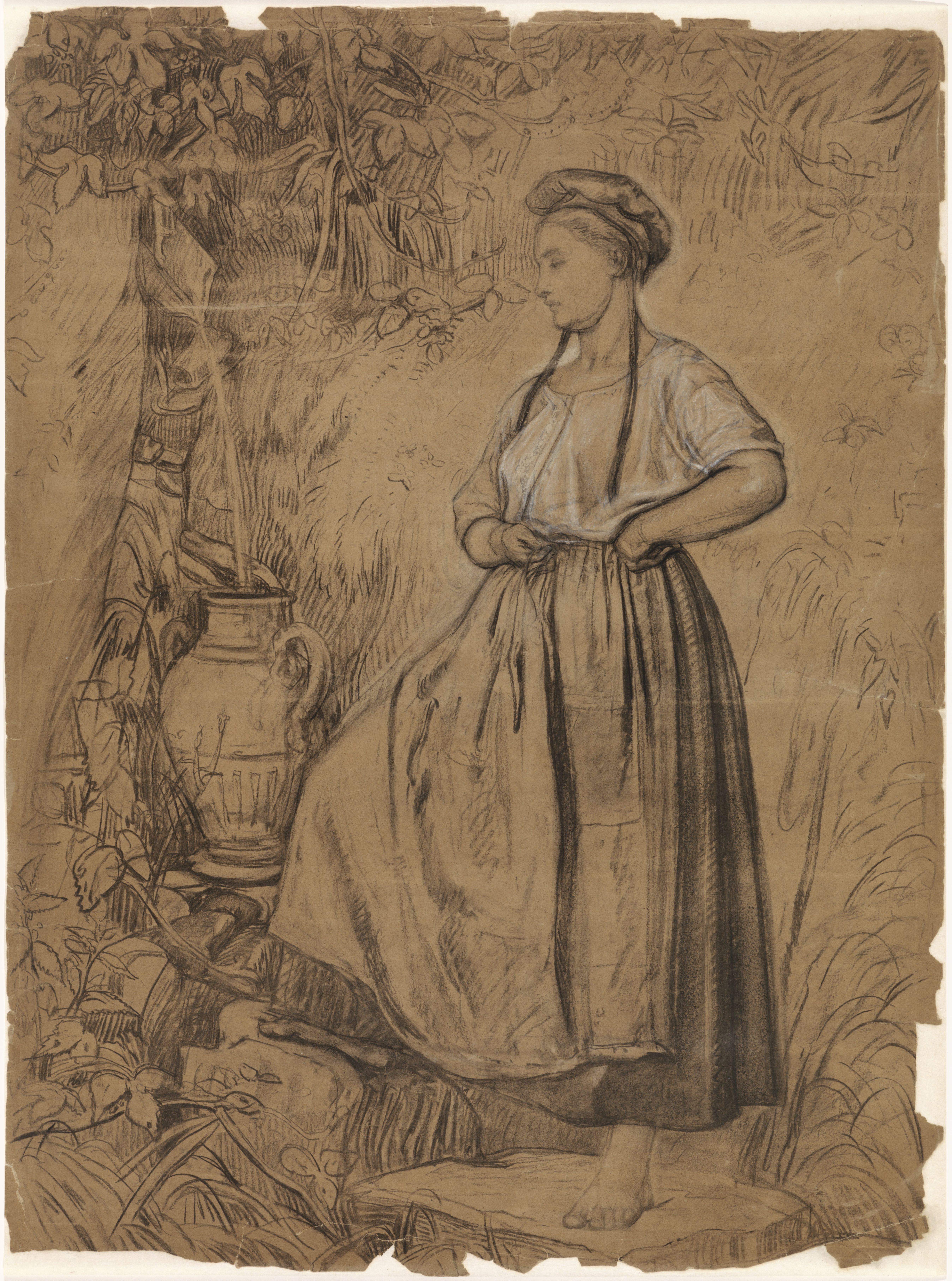
Mädchen am Brunnen

Thomas Simon Cool (* 12. Dezember 1831 in Den Haag; † 29. August 1870 in Dordrecht) war ein niederländischer Maler und Radierer.
Cool studierte von 1844 bis 1854 an der Koninklijke Academie van Beeldende Kunsten in Den Haag bei Jacobus Everhardus Josephus van den Berg.
Er setzte das Studium von 1857 bis 1860 in Paris fort. Von 1860 bis 1861 blieb er in Paris zusammen mit seinem Freund Taco Scheltema.
Von 1861 bis 1865 studierte er in Antwerpen unter Baron Jean Auguste Henri Leys, dann arbeitete er in Breda von 1866 bis 1870 als Lehrer an der Militärakademie. Er besuchte auch regelmäßig Rom.
Er starb am 29. August 1870 in Dordrecht durch Suizid.